# Ceratonyx tora
Ceratonyx tora är en fjärilsart som beskrevs av Frederick H. Rindge 1975. Ceratonyx tora ingår i släktet Ceratonyx och familjen mätare. Inga underarter finns listade i Catalogue of Life.